# Eldorado (poem)
Gaily bedight,

A gallant knight,

In sunshine and in shadow,

Had journeyed long,

Singing a song,

In search of Eldorado.

But he grew old—

This knight so bold—

And o'er his heart a shadow

Fell as he found

No spot of ground

That looked like Eldorado.

And, as his strength

Failed him at length,

He met a pilgrim shadow—

„Shadow,” said he,

„Where can it be—

This land of Eldorado?”

„Over the Mountains

Of the Moon,

Down the Valley of the Shadow,

Ride, boldly ride,”

The shade replied—

„If you seek for Eldorado!”
„Eldorado” este un poem al scriitorului american Edgar Allan Poe, publicat inițial în numărul din 21 aprilie 1849 al ziarului The Flag of Our Union”.

## Rezumat
Poemul descrie călătoria unui „cavaler galant” în căutarea legendarului El Dorado. Cavalerul petrece o mare parte din viața în această căutare. La bătrânețe, el întâlnește în cele din urmă o „umbră a unui pelerin”, care îi arată drumul prin „Valea Umbrei”. Poemul a fost publicat pentru prima dată în numărul din 21 aprilie 1849 al ziarului The Flag of Our Union” din Boston.

## Analiză
Poemul este o narațiune formată din patru strofe de câte șase versuri, cunoscute sub numele de sextete. Poe folosește termenul umbră în mijlocul fiecărei strofe. Sensul cuvântului, însă, se schimbă cu fiecare utilizare. În prima strofă, este o umbră propriu-zisă, creată de acoperirea soarelui de nori. În cea de-a doua implică jalea sau disperarea. Cea de-a treia utilizare este o fantomă. Utilizarea finală, „Valea Umbrei”, face referire la „Valea umbrei morții”, sugerând eventual că Eldorado (sau bogățiile în general) nu există în lumea vie sau poate fi extrem de dificil de a-l găsi în realitatea fizică. Eldorado poate fi, de asemenea, interpretat nu ca un metal lumesc, gălbui, ci ca o comoară care există de fapt, în lăcașurile spiritului. Aceste comori „spirituale” sunt cele ale minții: cunoaștere, înțelegere și înțelepciune. În acest caz, Poe s-a îndoit de capacitatea umanității de a poseda o astfel de „avere spirituală” și a admis prozaicul inevitabil al omenirii.
Perioada publicării poemului, anul 1849, era în timpul Goanei după aur din California și asta a fost reacția lui Poe la acest eveniment.
„Eldorado” a fost unul dintre ultimele poeme ale lui Poe. După cum a scris cercetătorul Scott Peeples, poemul conține „o strânsă legătură cu cariera lui Poe”. Ca și subiectul acestui poem, Poe se afla în căutarea succesului sau a fericirii și, în ciuda faptului că și-a petrecut viața în căutarea lor, el și-a pierdut în cele din urmă tăria și s-a confruntat cu moartea.

## Istoricul publicării
Poemul a fost publicat pentru prima dată în numărul din 21 aprilie 1849 al ziarului The Flag of Our Union din Boston.
Prima traducere în limba română a fost realizată de Emil Gulian și publicată în 1938 în volumul Poemele lui Edgar Allan Poe, editat de Fundația pentru Literatură și Artă „Regele Carol al II-lea” din București. Poemul a fost tradus apoi de Dan Botta și publicat în 1963 în volumele Scrieri alese, editate de Editura pentru Literatură Universală din București, în colecția „Clasicii literaturii universale”.

## Adaptări
Eldorado a fost pus pe muzică de mai mulți compozitori ai secolului al XIX-lea, printre care americanii Charles Sanford Skilton și Edgar Stillman Kelley și a fost adaptat pentru corul londonez de Joseph Harold Hinton. În 1993 Eldorado, împreună cu Imn și Steaua serii, a fost adaptat de Jonathan Adams cu titlul Three Songs from Edgar Allan Poe pentru cor și pian. Mai cunoscutul compozitor John Adams a compus și el o simfonie Eldorado.
În anul 1996 versurile poemului au fost puse pe muzică de Donovan pe albumul Sutras. În 2000 „Eldorado” a fost adaptat ca piesă muzicală de către trupa darkwave Sopor Aeternus pe albumul Songs from the inverted Womb and Poetica - All beauty sleeps. În 2008 Craig Owens a lansat o versiune demo a unui cântec intitulat „El Dorado” pe pagina sa de Myspace. Cântecul folosește versurile din poemul lui Poe. De asemenea, în 2009, Jim O'Ferrell Band din Richmond, Virginia (în care a crescut Poe), a lansat un cântec inspirat de poem (reintitulat „El Dorado”) pe albumul Back to the World.
Fragmente din poem sunt recitate în filmul El Dorado (1967) de către tânărul James Caan. În filmul Young Guns 2 (1990), personajul interpretat de Kiefer Sutherland, Josiah „Doc” Scurlock este auzit recitând ultima strofă unei prostituate și pretinzând că a scris el-însuși acest poem. Poemul a fost recitat din nou în 2012 și reprezintă partea centrală a intrigii comediei horror britanice Eldorado.